# 조긍연
조긍연(趙兢衍, 1961년 3월 18일~)은 대한민국의 축구 선수 출신 지도자, 행정가이다. 2019년 2월부터 대한축구협회의 대회위원장을 맡고 있다.

## 경력

### 선수 경력
1985년, 포항제철 아톰즈에서 프로 선수 경력을 시작하여 1992년 은퇴하였다. 턱수염을 길게 기른 외모로 털보 조긍연이라고 불렸다.

### 감독 경력
2004년부터 8년 간 선문대학교 축구 감독을 지냈다.
2012년 12월 중화인민공화국 지린성 옌볜조선족자치주에 있는 옌볜 FC의 감독을 맡기로 했다. 조긍연 감독은 1985년 포항에 입단했을 때 자신의 스승이었던 최은택 감독의 뒤를 이어 옌볜 축구팀의 감독을 맡기로 하였다.

## 수상

### 선수
포항제철 아톰즈
- K리그 우승 1회 : 1988

### 개인
- K리그 득점상 (1회): 1989
- K리그 베스트 11 (1회): 1989